# Triliontina
Triliontina je pojem, který v desítkové soustavě představuje číslo. Záleží ovšem na zemi, ve které se nacházíme, jaké číslo přesně znamená. Desítková soustava uznává dva základní druhy zápisu v krátké soustavě představuje číslo 10−12 (0,000000000001). V dlouhé soustavě, která se používá v Česku, představuje číslo 10−18 (0,000000000000000001).